# Gazetier cuirassé

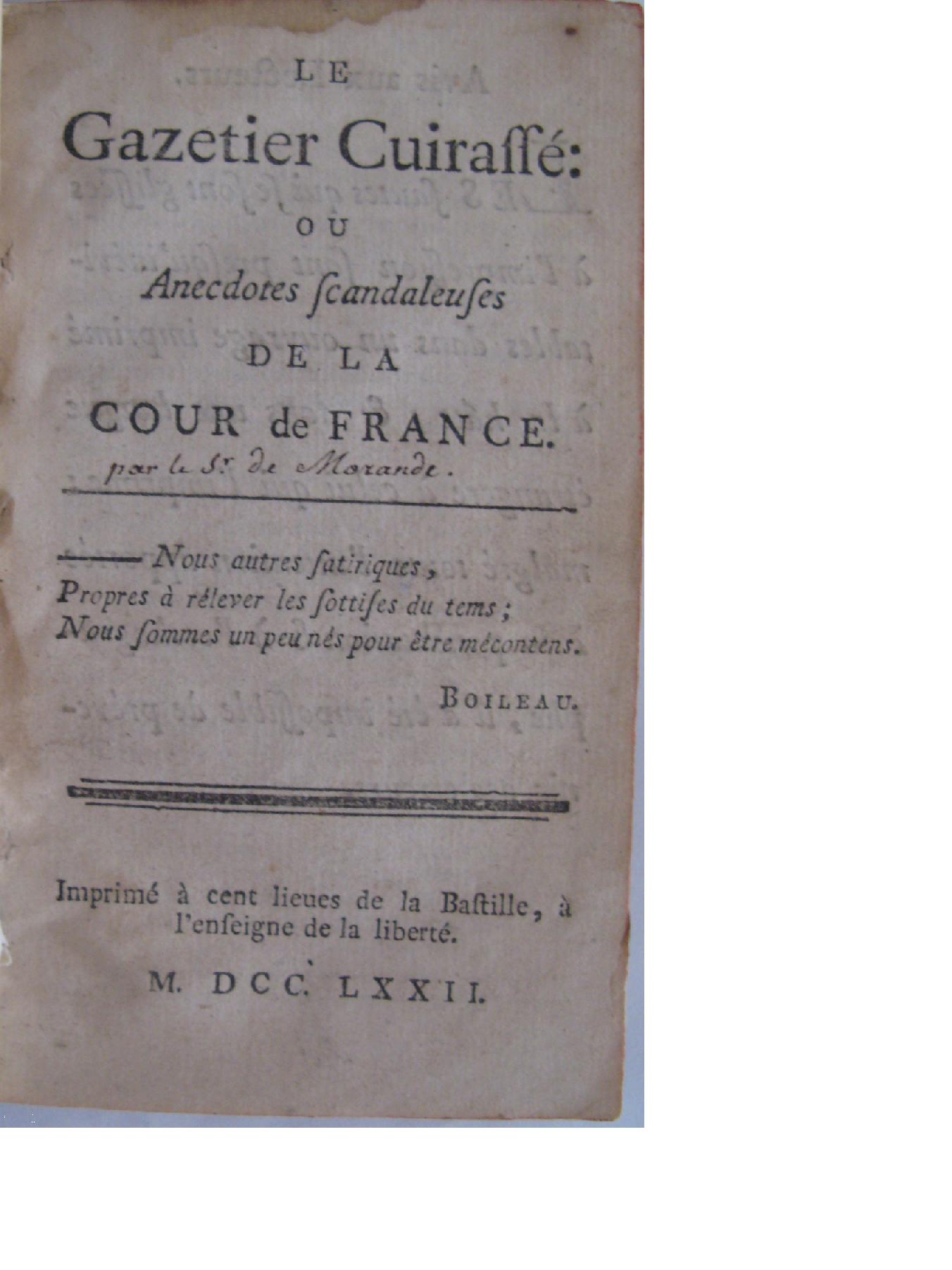
okładka Gazetier cuirassé

Gazetier cuirassé - brukowa gazeta wydawana przez kilka miesięcy 1771 roku w Paryżu. Jej założycielem i redaktorem był ówczesny skandalista i libertyn Charles Théveneau de Morande (1741-1805). Gazeta opisywała skandale w wyższych sferach społeczeństwa. Pomysł gazety narodził się w 1770 roku w gronie politycznych emigrantów francuskich w Londynie. Później wydawano ja w Paryżu, gdzie cenzor królewski François-Louis Claude Mari szybko uznał ją za niebezpieczną.